# 衣崎村
衣崎村（ころもざきむら）は、かつて愛知県幡豆郡にあった村である。
現在の西尾市（旧・一色町）の一部（一色町酒手島・一色町松木島・一色町生田・一色町千間・一色町惣五郎など）に該当する。

## 歴史
- 1884年（明治17年） - 酒手島村、鳥山新田が合併し、酒手島村となる。
- 1889年（明治22年）10月1日 - 酒手島村、松木島村、生田村、千間村、惣五郎村が合併し、衣崎村が発足。
- 1906年（明治39年）5月1日 - 一色町、味沢村、栄生村、五保村と合併し、一色村が発足。同日衣崎村は廃止。

## 教育
- 衣崎尋常小学校（現・西尾市立一色東部小学校の前身校のひとつ）